# Ochrosia sciadophylla
Ochrosia sciadophylla är en oleanderväxtart som beskrevs av Markgr.. Ochrosia sciadophylla ingår i släktet Ochrosia och familjen oleanderväxter. Inga underarter finns listade i Catalogue of Life.